# Adrian Stähli (Kameramann)
Adrian Stähli (* 23. Dezember 1972 in Bern) ist ein Schweizer Kameramann und Fotograf.

## Leben
Adrian Stähli machte von 1990 bis 1994 eine Berufsausbildung als Werbefotograf. Anschliessend arbeitete er hauptberuflich von 1995 bis 2000 als Fotojournalist bei der Neuen Luzerner Zeitung. In diese Zeit fiel sein Studienaufenthalt 1997/1998 an der Columbia University und der New York Film Academy – School of Film and Acting (NYFA) in New York. Sein von 2000 bis 2007 an der Deutschen Film- und Fernsehakademie Berlin (dffb) absolviertes Kamerastudium schloss er mit dem Diplom ab.

## Filmografie
Kamera
- 2004: Häschen in der Grube, Licht (Kurzfilm, Regie: Hanna Doose)
- 2005: Asyl, Kamera (Episodenfilm, Episode «Mr. Singh», Regie: David Sieveking)
- 2007: Sénégallemand, Kamera (Dokumentarfilm, Regie: David Sieveking)
- 2008: Sollbruchstelle, zweite Kamera (Dokumentarfilm, Regie: Eva Stotz)
- 2010: David Wants To Fly, Kamera (Dokumentarfilm, Regie: David Sieveking). Über Maharishi, David Lynch, David Sieveking und die Transzendentale Meditation
- 2010: Headshots, Licht (Spielfilm, Regie: Lawrence Tooley)
- 2011: Wadans Welt, zweite Kamera (Dokumentarfilm, Regie: Dieter Schumann)
- 2011: Heimat/Homeland, Kamera (Spielfilm 90 Min. Regie: Réka Kincses). Ein Film über Identität und Beziehung.
- 2012: Vergiss mein nicht (2012), Kamera (Dokumentarfilm 90 Min. Regie: David Sieveking). Ein Film über Beziehung und Alzheimer.
- 2012: Die Aupair-Omas, Kamera (Fernsehdok. 45 Min. Regie: Claudia Richards). Ein Film über Omas, die als Au-pair die Welt bereisen. Lichtblick Film und Fernseh-Köln, Menschen-Hautnah-WDR, arte
- 2013: Camping, Kamera (Fernsehdok. 50+70 Min. Regie: Ursula Brunner). Leben und überwintern auf dem Campingplatz. Hugofilm Productions GmbH. SRF Dok
- 2013: Zum Säntis, Franz Hohler, Kamera (Dokumentarfilm 50+70 Min. Regie: Tobias Wyss). Leben und Werk und eine Wanderung. PS Film Zürich. Sternstunde SF Kultur
- 2014: Keine Hand Frei, Kamera (Fernsehdok. 50 Min. Regie Ursula Brunner). Alleinerziehende Mütter. prèt-a-tourner Filmproduktion GmbH. SRF
- 2015: Imagine Waking Up Tomorrow And All Music Has Disappeared, Kamera (Dokumentarfilm, Regie: Stefan Schwietert). Bill Drummond und die Suche nach einem neuen Weg, Musik in die Gesellschaft zurückzubringen.
- 2015: Alleinerziehende Väter, Kamera (Fernsehdok. 50 Min. Regie: Ursula Brunner)
- 2016: Trauern braucht Zeit, Kamera (Fernsehdok.50 Min. Regie: Ursula Brunner)
- 2017: Rue de Blamage, Kamera (Dokumentarfilm 90min, Regie: Aldo Gugolz). Wer an dieser Strasse seine Bleibe findet, lebt nicht im Rampenlicht der Gesellschaft.
- 2017: Eingeimpft, Kamera (Dokumentarfilm 95 Min). Regie: David Sieveking
- 2018: Eisenberger – Kunst muss schön sein, sagt der Frosch zur Fliege, Kamera (Dokumentarfilm 90 Min. Regie: Hercli Bundi). Wo beginnt die künstlerische Freiheit und wo endet sie? Und braucht es dazu eigentlich noch Künstler?
- 2019: Der Krieg in mir, Kamera (Dokumentarfilm 90 Min. Regie: Sebastian Heinzel). Vererbte Narben – generationsübergreifende Traumafolgen
- 2019: Anders Wohnen, Kamera (Dokumentarfilm 50 Min. Regie: Risa Chiappori)
- 2020: Trinkerkinder – Der lange Schatten alkoholkranker Eltern (Dokumentarfilm 50 Min. Regie: Ursula Brunner)
- 2021: Hass gegen LGBTQ+ – Von Diskriminierung und Widerstand (Dokumentarfilm 50 Min. Regie: Barbara Frauchiger)
- 2021: Harald Naegeli – Der Sprayer von Zürich, Kamera (Dokumentarfilm 90 Min. Regie: Nathalie David). Ein Künstler und sein Lebenswerk.